# Poros (Kefalonia)
Poros  este un oraș în Grecia în prefectura Kefalonia.